# Larca welbourni
Espèce
Synonymes
- Archeolarca welbourni Muchmore, 1981

Larca welbourni est une espèce de pseudoscorpions de la famille des Larcidae.

## Distribution
Cette espèce est endémique d'Arizona aux États-Unis. Elle se rencontre dans le comté de Coconino dans les grottes Malmquist Fissure, Lomacki Fissure, Dangling Flake Crack et Sipapu Cavern.

## Description
La femelle holotype mesure 2,70 mm, les mâles mesurent de 2,32 à 2,58 mm et les femelles de 2,58 à 2,89 mm.

## Systématique et taxinomie
Cette espèce a été décrite sous le protonyme Archeolarca welbourni par Muchmore en 1981. Elle est placée dans le genre Larca par Harvey et Wynne en 2014.

## Étymologie
Cette espèce est nommée en l'honneur de Warren Calvin Welbourn.

## Publication originale
- Muchmore, 1981 : Cavernicolous species of Larca, Archeolarca, and Pseudogarypus with notes on the genera, (Pseudoscorpionida, Garypidae and Pseudogarypidae). Journal of Arachnology, vol. 9, no 1, p. 47-60 (texte intégral).